# Couhé
Couhé là một xã, tọa lạc ở tỉnh Vienne trong vùng Nouvelle-Aquitaine, Pháp. Xã này có diện tích 9,11 km², dân số năm 2006 là 1840 người. Xã nằm ở khu vực có độ cao trung bình 139 m trên mực nước biển.
Dân địa phương danh xưng tiếng Pháp là Coéciens.

## Biến động dân số
| Năm | 1962 | 1968 | 1975 | 1982 | 1990 | 1999 | 2006 |
| --- | ---- | ---- | ---- | ---- | ---- | ---- | ---- |
| Dân số | 1846 | 1897 | 1906 | 1806 | 1734 | 1783 | 1840 |
| From the year 1962 on: No double counting—residents of multiple communes (e.g. students and military personnel) are counted only once. |      |      |      |      |      |      |      |